# Oblężenie Beratu
Oblężenie Beratu (alb. Rrethimi i Beratit) w lipcu 1455 było nieudaną próbą zdobycia przez oddziały Ligi w Lezhy, dowodzone przez Muzakę Thopiego twierdzy w Beracie, bronionej przez 8-tysięczny garnizon osmański.

## Geneza bitwy
W czasie, kiedy Skanderbeg rozpoczynał powstanie antyosmańskie, Berat należał do Theodore Muzakiego. Kiedy władca Beratu umierał w 1449 wysłał swoich przedstawicieli do Skanderbega, aby przejął kontrolę nad Beratem, w imieniu Ligi z Lezhy. Zanim oddział Pala Kuki wysłany przez Skanderbega dotarł do Beratu, pojawiły się tam oddziały osmańskie stacjonujące dotąd w Gjirokastrze. W czasie nocnego ataku żołnierze osmańscy wdarli się do zamku i wymordowali jego załogę. Umierający Theodore Muzaka został przez Turków stracony. Przejęcie kontroli nad Beratem pozwoliło zająć Turkom strategiczną pozycję w południowej Albanii pozwalając także na kontrolę szlaku komunikacyjnego łączącego Albanię z Macedonią i Grecją.

## Przebieg bitwy
W czerwcu 1455 oddziały wierne Skanderbegowi dotarły w okolice Beratu, dysponując wsparciem artylerii oblężniczej aragońskiej wysłanym przez króla Neapolu Alfonsa V (ok. 1000 żołnierzy). Miasto udało się zająć, ale twierdza pozostawała w rękach osmańskich. W przekonaniu, że oblężenie potrwa krótko i zakończy się sukcesem, Skanderbeg zdecydował się pozostawić nad rzeką Osum część swoich sił (ok. 7 000 ludzi) i dowództwo nad nimi powierzył swojemu szwagrowi Muzace Thopii. Z resztą wojsk Skanderbeg skierował się w stronę Wlory. Ostrzał artyleryjski Beratu spowodował znaczne straty wśród załogi osmańskiej, ale dowódca twierdzy zwlekał z jej poddaniem czekając na przybycie posiłków. Z początkiem lipca zawarto jedenastodniowy rozejm i walki ustały. W połowie lipca 1455 do Beratu dotarła odsiecz, dowodzona przez Isę bega Evrenoza powodują radykalną zmianę w proporcji sił obu stron (liczebność sił osmańskich wraz z odsieczą sięgały 20 000 żołnierzy). Oblegające Berat oddziały w większości uległy rozproszeniu, skuteczny opór stawił tylko oddział Vrany Kontiego. Zanim pod Berat powróciły oddziały Skanderbega, pozostawiona przez niego pod Beratem armia oblężnicza przestał istnieć, zginął także Muzaka Thopia. W walkach zginęło 800 żołnierzy z kontyngentu aragońskiego.

## Skutki bitwy
Powiadomiony o klęsce pod Beratem Skanderbeg zdecydował się zawrócić swoje oddziały pod Berat, ale przybył za późno. Klęska powstrzymała działania Skanderbega zmierzające do przejęcia kontroli nad południową Albanią, zaś Berat do końca panowania Skanderbega pozostał w rękach osmańskich.